# Зелёные кадры
Зелёные кадры (сербохорв. Zeleni kadar/Зелени кадар) — собирательное название дезертиров из вооружённых сил Австро-Венгрии во время Первой мировой войны, которые сбегали из армии из-за ужасного обращения и слабой мотивации, скрывались в лесах наподобие разбойников.
Насчитывалось несколько десятков тысяч подобных дезертиров, которые скрывались в основном на территории современной Хорватии и Срема, хотя также оказывались на боснийской территории, в Чехии или Венгрии. Одним из наиболее известных представителей «зелёных кадров» был Йован «Чаруга» Станисавлевич. «Кадры» получали продовольствие и одежду от сочувствующих им людей и родственников, однако также занимались грабежом купцов и богатых крестьян. За время войны значительная часть деревень была разграблена дезертирами.
В феврале 1918 года Стефан Саркотич поручил разобраться с «зелёными кадрами» и уничтожить их как разбойников, хотя некоторые из «кадров» утверждали, что просто следовали приказам генерала Светозара Бороевича. К концу войны в хорватских лесах скрывалось уже около 50 тысяч дезертиров.

## Зелёные кадры в Хорватии
«Зелёными кадрами» прозвали тех дезертиров, которые во время Первой мировой войны сбежали из австро-венгерских воинских частей в «зелёные лесные пространства». Это явление было вызвано массовой мобилизацией и тяжёлыми потерями на фронтах, многочисленными конфискациями и нехватками оборудования, а также наживанием отдельных личностей на войне и проявлением традиционной славянофобии в армии. В 1917—1918 годах в хорватских владениях Австро-Венгрии — в Славонии и Среме, а также в Кордуне и Бане — солдаты начали дезертировать из войск. Число дезертировавших постепенно росло, и вскоре это явление стало массовым. Помимо богатых землевладельцев и торговцев (в основном евреев), объектами нападений «зелёных кадров» были старосты деревень и даже священники. Нападения представляли собой смесь чистого разбойничества и отдельных революционных выступлений, навеянных революциями в России 1917 года — участники нападений считали, что борются за становление нового мира без чиновников, помещиков и алчных коммерсантов, за перераспределение ресурсов и земли.
К лету 1918 года «зелёные кадры» выросли в большую вооружённую группу, действовавшую на просторах Хорватии и Славонии. Больше всего «зелёных кадров» насчитывалось на Петровой-Горе (8 тысяч дезертиров под руководством бывших офицеров), Зриньской-Горе (или Шамарице в Кралевчанском лесу), холмах Хорватского Загорья у Вараждина, на Папуке, на земледельческих участках Карловацкой патриархии и на Фрушке-Горе (6 тысяч дезертиров). Несмотря на то, что централизованного руководства и какой-либо программы у движения не было, у некоторых групп были черты организации. Так, ряд отрядов выбирал себе громкие имена: «горные эльфы» (хорв. gorski vilenjaci), «зелёная коммуна» (хорв. zelena komuna), «горные птицы» (хорв. gorski tiči). Ими создавались собственные простые законы, предусматривавшие за их нарушение суровые физические наказания и даже смертную казнь (за исключением повешения, к которому приговаривали только власти), выбор руководителей (их называли «воеводами» или «харамбашами») и передача им символов власти (зелёная ветвь с конским хвостом). Особой поддержкой местных крестьян движение не пользовалось, однако с тех пор деятелей любых крестьянских восстаний стали называть «зелёными кадрами».
Осенью 1918 года, когда было собрано Народное вече словенцев, хорватов и сербов за объединение с Сербией и Черногорией и когда двуединая австро-венгерская монархия начала рушиться, «зелёные кадры» организовали массовые выступления. Неподготовленные силы Народного вече (Народная стража) в конце октября, а также в ноябре и декабре вступили в схватку против «кадров», занявшихся грабежом и разбоем в городах и поместьях, а в некоторых случаях и организовавших свои крестьянские и советские республики (в Бановой-Ярузе, Дони-Михоляце, Феричанцах и Петриевцах). К середине ноября 1918 года бунты были подавлены, несмотря на то, что отдельные очаги не были локализованы до декабря 1918 года. Народное вече пообещало провести аграрную реформу, дабы предотвратить дальнейший уход крестьян в «зелёные кадры». В подавлении бунтов участвовали как сербские войска, так и вооружённые силы стран Антанты.

## Зелёные кадры в других странах
«Зелёные кадры» действовали, помимо Хорватии и Славонии, в районах Бачка, Бараня, западногерманской Венгрии, Судетской области, лесах Чехии и Моравии. Историки сравнивают структуру «зелёных кадров» с Балтийским фрайкором. Местным населением подобные отряды считались не более чем бандами, составленными из беглых солдат, хотя целые районы Австро-Венгрии были под фактическим контролем «зелёных кадров».

## Память
- В книге «Хорватский бог Марс[хорв.]» Мирослав Крлежа писал, что «зелёные кадры» сами не понимали, чего хотят, поскольку действовали без ярко выраженных лидеров и без какой-либо программы, так что их старания построить идеальное общество и ликвидировать недостатки привели только к хаосу.
- В 1938 году во время Судетского кризиса из чехословацкой армии сбежали многие судетские немцы: одни примкнули к так называемому Судетско-немецкому фрайкору, другие скрылись в лесах и назвались «Зелёными кадрами»[8][9].
- В годы Второй мировой войны в НГХ действовало одноимённое объединение вооружённых формирований боснийских мусульман «Зелёные кадры», чей личный состав в начале 1944 года был зачислен в 10-ю хорватскую гарнизонную бригаду, а позднее перешёл в 13-ю горную дивизию СС «Ханджар».